# Arnö (naturreservat)
Arnö är ett naturreservat i Valdemarsviks kommun i Östergötlands län.
Området är naturskyddat sedan 1970 och är 128 hektar stort. Reservatet ligger vid Valdemarsviken söder om gården Arnö och omfattar höjder, ett av dem på en udde. Reservatet består av strandängar, hagmarker, barrskog och på höjder hällmarktallskog.